# Neaxiopsis euryrhynchus
Neaxiopsis euryrhynchus är en kräftdjursart som först beskrevs av De Man 1905.  Neaxiopsis euryrhynchus ingår i släktet Neaxiopsis och familjen Axiidae. Inga underarter finns listade i Catalogue of Life.